# آگاپپولا
آگاپپولا (به لاتین: Agappola) یک منطقهٔ مسکونی در سری‌لانکا است که در استان مرکزی (سری‌لانکا) واقع شده‌است.